# Gattafin
I gattafin (o gattafuin sono un piatto tradizionale della cucina ligure, tipico di Levanto. Si tratta di grossi ravioli fritti ripieni di verdura.

## Storia
Il nome gattafin deriverebbe da finezza della gatta. Questo perché il piatto veniva un tempo preparato dalle mogli dei lavoranti della cava situata in località La Gatta, nei pressi di Levanto, a partire dalle erbe fini che i mariti portavano a casa a fine giornata dopo averle raccolte nei pressi del luogo di lavoro. Una seconda spiegazione del nome va più indietro nel tempo e si ricollega a gattafura, un termine con il quale nel XIV secolo si indicavano i ravioli. Il lemma fu utilizzato sia da Maestro Martino nel Libro de arte coquinaria (XV secolo) che da Bartolomeo Scappi, cuoco di papa Pio V.

## Preparazione

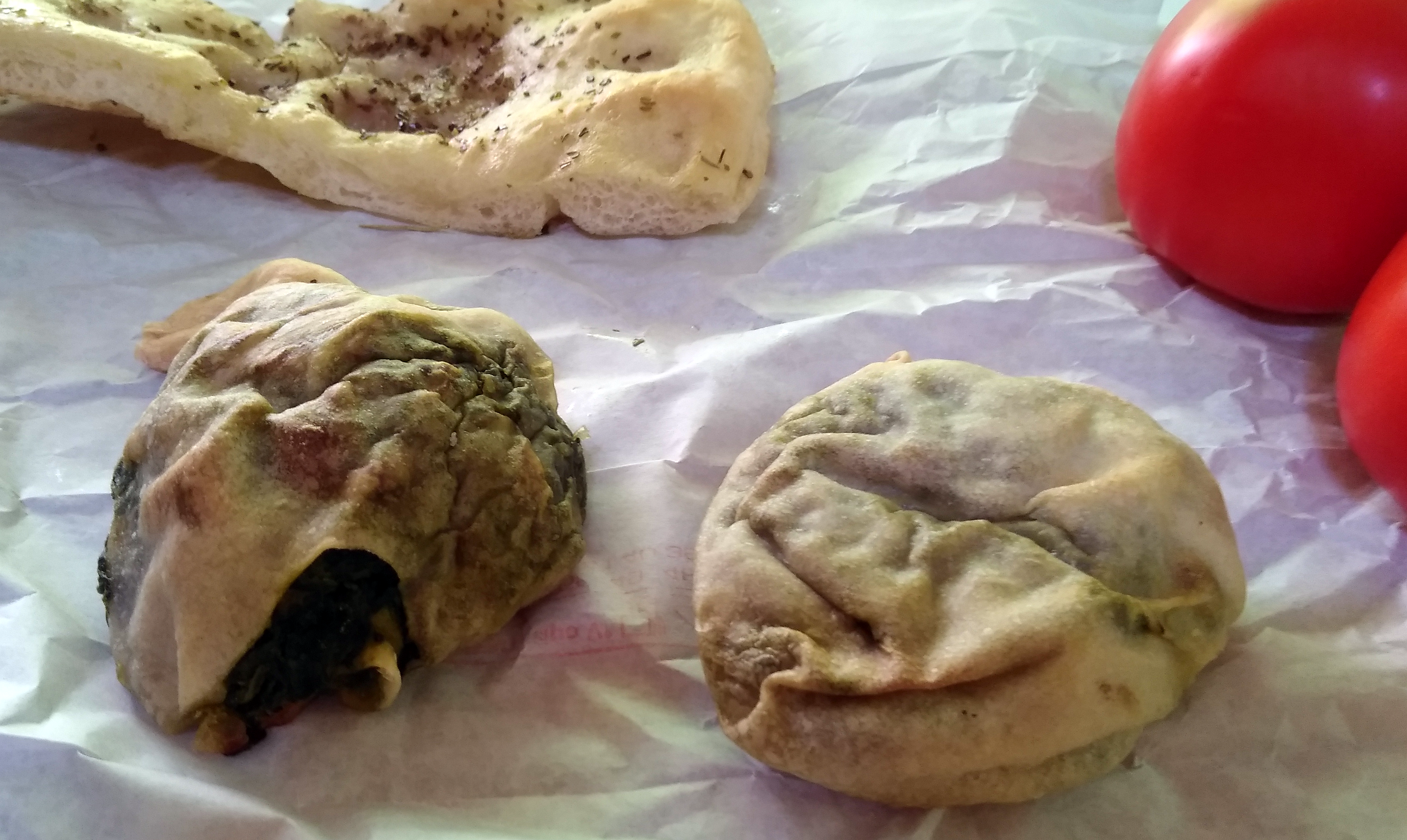
Gattafin venduti come cibo di strada

Il piatto viene preparato a partire da una pasta sfoglia fatta di farina, acqua, uovo e sale; a parte le erbette vengono sbollentate, strizzate, tritate finemente e fatte saltare con olio e aromi. Vengono poi unite a pan grattato, uova, parmigiano e noce moscata per costituire il ripieno del gattafin. Si procede poi preparando il raviolo disponendo il ripieno su metà della sfoglia, ricoprendolo con la seconda metà e definendone i margini con una rotella da cucina e dandogli una forma a mezzaluna. Infine i ravioloni vengono fritti in olio, pochi per volta, e serviti caldi.

## Riconoscimenti
I gattafin sono riconosciuti come Prodotto Agroalimentare Tradizionale (P.A.T.) italiano (cod.197)